# 20478 Рутенберг
20478 Рутенберг (20478 Rutenberg) — астероїд головного поясу, відкритий 14 липня 1999 року.
Тіссеранів параметр щодо Юпітера — 3,387.